# We Were Here
Pour plus de détails, voir Fiche technique et Distribution.
We Were Here est un film documentaire américain réalisé par Bill Weber (en) et David Weissman (en) et sorti le 25 février 2011. 

## Synopsis
La survenue du sida dans la communauté homosexuelle de San Francisco racontée par quatre témoins...   

## Fiche technique
- Titre original : We Were Here
- Titre français :
- Titre québécois :

- Réalisation : David Weissman
- Scénario :
- Direction artistique :
- Décors :
- Costumes :
- Photographie : Marsha Kahm
- Son : Lauretta Molitor
- Montage : Bill Weber
- Musique : Holcombe Waller

- Production : David Weissman
- Société(s) de production : AIDS Memorial Grove, Fenwick and West, Frameline Completion Fund, Furthur Foundation, Nathan Cummings Foundation, San Francisco Foundation Bay Area Documentary Fund, San Francisco Film Society, The Small Change Foundation, Wallace Alexander Gerbode Foundation
- Société(s) de distribution :  : Red Flag Releasing
- Budget :
- Pays d’origine :  États-Unis
- Langue : Anglais

- Format : Couleurs - 35mm - 1.85:1 - Son Dolby numérique
- Genre cinématographique : Film documentaire
- Durée : 90 minutes
- Date de sortie :
- États-Unis : 20 janvier 2011 (festival du film de Sundance)
- États-Unis : 25 février 2011

## Distribution
Dans leurs propres rôles :
- Ed Wolf
- Paul Boneberg
- Daniel Goldstein
- Guy Clark
- Eileen Glutzer
- Bobbi Campbell
- Cleve Jones

## Distinctions

### Nominations
- 1 nomination

## Réception critique
We Were Here reçoit des critiques unanimement positives. L'agrégateur Rotten Tomatoes rapporte que 100 % des 36 critiques ont donné un avis positif sur le film, avec une très bonne moyenne de 8,1/10 . L'agrégateur Metacritic donne une note de 94 sur 100 indiquant des « critiques positives » .